# Sydney Payne
Sydney Payne (Victoria, 16 settembre 1997) è una canottiera canadese, campionessa olimpica nell'otto a Tokyo 2020.

## Biografia
Ha rappresentato il Canada ai Giochi olimpici estivi di Tokyo 2020, dove ha vinto la medaglia d'oro nell'otto con Lisa Roman, Kasia Gruchalla-Wesierski, Christine Roper, Andrea Proske, Susanne Grainger, Madison Mailey, Avalon Wasteneys e Kristen Kit.

## Palmarès
- Giochi olimpici estivi

Tokyo 2020: oro nell'otto;
Parigi 2024: argento nell'otto;
- Mondiali

Plovdiv 2018: argento nell'otto;
Račice 2018: bronzo nell'otto;